# Mellicta navarina
Mellicta navarina är en fjärilsart som beskrevs av De Selys 1837. Mellicta navarina ingår i släktet Mellicta och familjen praktfjärilar. Inga underarter finns listade i Catalogue of Life.